# Маліка Габдулліна
Малі́ка Габду́лліна (каз. Мәлік Ғабдуллин) — село у складі Зерендинського району Акмолинської області Казахстану. Адміністративний центр сільського округу Маліка Габдулліна.
Населення — 577 осіб (2021; 555 у 2009, 773 у 1999, 1053 у 1989).
Національний склад станом на 1989 рік:
- казахи — 35 %;
- росіяни — 32 %.

До 2010 року село називалося Пухальське.